# 渡邉りか子
渡邉 りか子（わたなべ りかこ、2月21日- ）は、日本の女優、映画監督。
福岡県出身。日本大学藝術学部映画学科演技コース卒業（2016年）。ACALINO TOKYO所属。
旧芸名 渡邉 梨香子。

## 略歴
小学校低学年の時に地元・福岡で劇団四季の「ライオンキング」を観て俳優を目指す。その後、地元の児童劇団に入団し、子役としてミュージカル等に出演。
日本大学藝術学部映画学科演技コースに進学。　在学時はコメディ作品に多く出演。
大学卒業後は映画24区が運営する俳優スクールで第4期特待生として訓練を積む。同期に西野凪沙がいる。
大学の同級生の松尾豪監督作品に多く出演。
映画「夏、至るころ」（池田エライザ監督）に　アシスタントプロデューサーとして参加、映画製作に興味を持つ。
2022年、NHK「鎌倉殿の13人」に常(つね)役で大河ドラマ初出演。
2024年、初監督を務めた映画『すとん』が第19回大阪アジアン映画祭インディ・フォーラム部門で入選する。
2025年、監督作である映画『すとん』『心玉』の二本立て公開が決定する。

### 人物
- 九州最大の繁華街天神を南北に貫く「渡辺通り」の由来である渡辺與八郎は高祖父にあたる。
- 3人兄妹で、上に兄と姉がいる。姉は登録者9.9万人、女性2人組DIY系YouTuber チキチキバンバン（活動休止中） まりこ[8]。
姉まりこの代打で動画に出演。まりこの相方ちもは、バイト先の先輩•後輩。

## 出演

### 映画
- さえずり(2013年) - ユカ 役
- のっこいガール(2014年) - 節子 役
- 好きっていいなよ。(2014年)
- アキスカゾク(2015年) - 麗奈 役
- 何者(2016年)
- 幸福のアリバイ〜picture〜(2016年)
- グラフィティ・グラフィティ！(2019年) - 主演
- 組み立てる女(2019年) - 良子 役
- ホットギミック ガールミーツボーイ(2019年) - リカコ 役
- 新聞記者(2019年)
- 妖怪人間ベラ(2020年) - 伊原萌 役
- カイジ ファイナルゲーム(2020年)
- 雛鳥(2021年)　- 菊池藍 役
- 犬も食わねどチャーリーは笑う(2022年)
- Actuate Your Heart(2023年) - マナオ 役
- 緑のざわめき(2023年) - 川崎彩乃 役
- キリエのうた(2023年)

### テレビドラマ
- NHK大河ドラマ
・鎌倉殿の13人(2022年) - 常 役
- ネギゴン〜40年目の手紙〜(2005年、FBS福岡放送)
- サザエさん　放送45周年記念（2013年、フジテレビ）
- 生きるとか死ぬとか父親とか 第1話(2021年、テレビ東京) - 梅川 役
- おじさまと猫 第6話(2021年、テレビ東京)
- 燕は戻ってこない 第4回(2024年、NHKドラマ10)

### 配信ドラマ
- ポイズンドーター・ホーリーマザー 第4話(2019年、WOWOW)
- フクロウと呼ばれた男（2024年、Disney+)

### 舞台
- 芝居 ガモウ戦記（2014）
- まど／みそ味の夜空と（2017）
- シンゴとユリ（2022）
- 土門恭平（2023）
- 私の履歴書（2023）
- play house 0（2024） - ヒロイン
- ワーニャおじさん（2025年）[9]

## 作品
- すとん(2024年) - 企画・脚本・監督
- 心玉(2025年) - 企画・構成・監督